# Paulino Díez Martín
Paulino Díez Martín (Burgos, 4 de maig de 1892 – Colón, Panamà, 1980) fou un dirigent anarcosindicalista espanyol. Escrigué Una anarcosindicalista en acción. Memorias (Caracas, 1976).
Fill de treballadors sense formació, fou expulsat de diverses escoles per indisciplina i amb 12 anys començà a treballar com a aprenent de sastre. El 1906, només amb 14 anys es va afiliar a la Societat de Fusters i Ebenistes de Burgos, de la que en fou escollit vocal el 1908.
L'any 1910 emigra a Melilla a buscar feina en la construcció de barracons per a l'exèrcit. Allí va contactar amb organitzadors sindicals anarquistes i socialistes, participant en la vaga de fusters de 1910 i en la vaga de la construcció de 1911, el 1912 aconseguí legalitzar una societat gremial de caràcter anarquista i des del 1914 s'encarregà del repartiment de premsa llibertària entre els soldats. Fou detingut arran de la visita d'Alfons XIII a Melilla el 2 d'abril de 1915 i novament el juliol de 1916 durant la vaga de subsistències. Fou un dels qui denuncià l'escàndol del contraban que provocà la destitució del governador militar Federico de Monteverde, a causa d'això patí un atemptat l'octubre de 1916. Fou detingut diverses vegades del 1917 i finalment l'octubre de 1918 fou expulsat de Melilla a causa de la seva participació en la vaga de minaires del Rif.
Poc després s'establí a Barcelona, on s'afilià al Sindicat de la Fusta, qui el gener de 1919 l'elegí com a Secretari del seu Comitè Local. Participà en el comitè de la vaga de la Canadenca i en el míting de la Plaça de Les Arenes. Fou empresonat a la presó model de Barcelona del 3 d'abril al 5 de setembre de 1919 acusat de diversos delictes.
Aconsellat per la direcció de la CNT es trasllada a viure a Màlaga per tal de continuar amb la seva tasca sindical. Organitzà una vaga al port de Màlaga i anà a Melilla per a organitzar una vaga de forners el novembre de 1919. El desembre de 1919 participà en el Segon Congrés Confederal de la CNT a Madrid com a representant el Sindicat Únic de l'Art Fabril i tèxtil de Màlaga, en el qual va ser un dels 24 firmants del dictamen sobre la definició ideològica de la CNT, que declarava que la seva finalitat era el comunisme llibertari.
El febrer de 1920 també va ser expulsat de Màlaga pel governador civil i es traslladà a Sevilla amb nom fals. Allí participarà en l'organització dels diferents sindicats cenetistes de la construcció i la fusteria. Fou detingut i jutjat amb altres dirigents més en 16 d'octubre de 1920, però fou defensat per Francesc Layret qui aconseguí la seva absolució. Fou detingut novament el 4 de gener de 1921 i traslladat en roda de presos a Las Torres i El Viso (Còrdova) abans de ser tancat en una cel·la de càstig a la presó de Còrdova per negar-se a anar a missa. Després confinat a La Torre de San Juan Abad, d'on el 7 de setembre de 1921 següent aconseguí escapar-se cap a Puertollano i Peñarroya-Pueblonuevo, on participaria en l'Escola racionalista del mestre Aquilino Medina donant classes a joves minaires.
El 1922 emmalaltí d'úlcera a l'estómac i es traslladà novament a Melilla. El juny de 1922 representà els sindicats de Melilla i Màlaga a la Conferència de Saragossa i el febrer del 1923 al Ple de la CNT a Mataró. L'agost de 1923 fou nomenat Secretari General de la CNT i el desembre del mateix any fou detingut novament a Màlaga. Després de sis mesos de presó fou alliberat i es va entrevistar en nom de la CNT amb Francesc Macià a Perpinyà.
Degut a la pressió que el sotmetia la dictadura de Primo de Rivera el 7 de juliol de 1924 marxà a l'Havana, on treballà a una cerveseria i el 1925 participà en la constitució de la Confederació Nacional Obrera Cubana. Perseguit pel dictador Machado, el 1927 marxà als Estats Units. A Nova York participà en actes de suport a Sacco i Vanzetti i el 1928 fundà la revista Solidaridad.
Tornà a Barcelona quan es produí la proclamació de la Segona República Espanyola el 1931, i després de reunir-se amb el comitè nacional de la CNT s'establí a Melilla per tal d'organitzar les seccions sindicals. Fou detingut i jutjat acusat d'injuriar al governador civil, però l'advocat Eduardo Barriobero y Herrán aconseguí la seva absolució. Pel febrer de 1932 fou detingut novament acusat de participar en els fets de Fígols; el deportaren a Almeria i després fou confinat a Burgos en llibertat vigilada.
El cop d'estat del 18 de juliol de 1936 el va sorprendre a Melilla. Després de viure amagat un temps, l'abril de 1937 aconsegueix fugir al Marroc francès, d'on anirà cap a Barcelona. Fou encarregat de reorganitzar el Comitè Regional d'Andalusia de la CNT, però no pogué anar a causa de la seva úlcera, de la que en serà operat el novembre de 1938. Marxà a Perpinyà a refer-se de l'operació i ja no pogué tornar a Barcelona. Fou internat al camp de Sant Cebrià de Rosselló fins aconseguí marxar en vaixell a Santo Domingo amb la seva companya Áurea Cuadrado. Després anà a l'Havana, on treballà de fuster i a la construcció, i després a Panamà, on va morir.